# Agnes (Kartoffel)
Agnes ist eine deutsche Speisekartoffel.
Die Sorte wurde 2003 mit der Kennnummer 3462 zugelassen, Züchter ist die Kartoffelzucht Böhm.
Die Kartoffel gehört zur mittelfrühen Reifegruppe, die Knolle ist rundoval und vorwiegend festkochend. Die Augentiefe ist flach, die Schalenfarbe gelb und die Fleischfarbe hellgelb.